# Керуане
Керуане (фр. Kérouané) — город на юго-востоке Гвинеи, в провинции Канкан. Административный центр префектуры Керуане.

## География
Расположен к северу от города Бейла, на высоте 499 м над уровнем моря.

## Население
По данным на 2013 год численность населения города составляла 48 023 человека.
Динамика численности населения города по годам:
| 1983 | 1996   | 2013   |
| ---- | ------ | ------ |
| 6200 | 15 499 | 48 023 |